# モーション・フィードバック
モーション・フィードバック（英語：motion feed-back）とは、制御において、動かす対象にセンサを取り付けて、実際の動きをフィードバックすること。例えば、Hi-Fi用のウーファーでは、ヴォイスコイルとは別にセンシング用のコイルを巻き、ボビンの動きを実際に検出してアンプ側に負帰還する技法がある。低域の過渡特性の向上が見込まれるが特殊なアンプが必要になるためあまり一般化していない。フィリップス社の製品やマニアの自作品に作例がある。